# Michael Redd
Michael Wesley Redd (Columbus, Ohio, 24 de agosto de 1979) es un exjugador de baloncesto estadounidense que disputó 12 temporadas en la NBA. Con 1,98 de estatura jugaba en la posición de escolta.
Pese a ser elegido en el puesto 43 de 2.ª ronda del Draft de la NBA de 2000, se logró hacer sitio en la liga y se convirtió en uno de los mejores anotadores de la NBA. En la temporada 2003-04 consiguió participar en el All-Star y fue incluido en el tercer quinteto de la NBA. Con la selección de baloncesto de Estados Unidos logró la medalla de oro olímpica en los Juegos Olímpicos de Pekín 2008. Redd poseía el récord de más triples en un cuarto, con 8, conseguido frente a Houston Rockets en 2002 (récord que fue superado por Klay Thompson en 2015). 

## Inicios
Michael Redd vivía con sus padres, Haji y James, a 15 minutos del campus de la Universidad de Ohio State. El padre de Redd, pastor en una iglesia cristiana protestante, fue un gran jugador con aspiraciones de llegar a la NBA. James Redd fue All-American en el West High School, antes de ser reclutado por los mejores entrenadores del país, incluidos Bobby Knight, Digger Phelps, George Raveling y Dick Vitale. Desafortunadamente, su madre se enfermó y James tuvo que ocuparse de ella en casa, acudiendo a la Universidad Capital y desbaratando sus aspiraciones de llegar a ser profesional. Sin embargo, James no se arrepiente de aquello, ya que allí conoció a Haji, su esposa.
En cambio, James siguió con su segunda llamada, la de seguir a Dios. Su manera de servirle fue abriendo una iglesia para predicar el evangelio. Redd estuvo envuelto desde pequeño en el trabajo de su padre, por lo que también es un devoto cristiano.
Michael fue siempre grande para su edad. Jugó al baloncesto y al fútbol americano, y creció jugando en los equipos de Ohio State.
La educación de Michael en una cancha de baloncesto se la debe a su padre James, con quien jugaba uno contra uno habitualmente.
Como muchos jóvenes jugadores de la década de los 90, Redd quedó fascinado con los "Fab Five" de la Universidad de Míchigan.
El zurdo Redd empezó a pulir un estilo poco ortodoxo en los playgrounds de Columbus, donde comenzó a crearse su propio tiro. Redd era rápido y fuerte, y gracias a su padre desarrolló un sexto sentido sobre como utilizar su cuerpo en defensa.

## Trayectoria deportiva

### High School
En 1993, Michael se matriculó en West Senior High School en Columbus, donde también estudió su padre, uno de los mejores jugadores de los Cowboys de todos los tiempos. Redd se sintió como en su casa.
Redd se hizo con el puesto de titular en su año sophomore. No fue hasta su temporada sénior cuando se consolidó con 25 puntos por partido como un gran proyecto para la universidad. A finales de aquella temporada 1996-97, comenzó la lucha por hacerse con Redd.
Mike Krzyzewski le quería para Duke, mientras Minnesota, Iowa y Cincinnati también presionaron para ficharlo. Al final, Redd eligió permanecer en casa, aceptando una beca para estudiar en la Universidad de Ohio State.

### Universidad
Michael se hizo con la titularidad de los Buckeyes desde su temporada freshman, la 1997-98. Ohio State se había pasado las últimas cuatro temporadas sin llegar al torneo NCAA. Desde que Jim Jackson jugaba con los Buckeyes a principios de los 90'. Desde el principio, Redd cogió las riendas del equipo de Jim O'Brien, que vio como Michael tenía la capacidad de batir a casi cualquier defensor que se le enfrentara. Redd completó una espectacular temporada en su debut universitario con 21.9 puntos, 6.5 rebotes, 3 asistencias y 2 robos. Sin embargo, el buen rendimiento de Redd no valía para que su equipo sumara victorias, que llegó a perder 15 partidos consecutivos, y acabó con sólo 8 victorias. El balance de 8-22 fue el peor de Ohio State desde la temporada 1928-29.
Los 21.9 puntos por partido sirvieron a Redd para convertirse en el primer freshman que lideraba la Big Ten en anotación. Fue nombrado Freshman del Año en la Big Ten.
Antes de la temporada 1998-99, O'Brien afirmó que estaría contento si el equipo alcanzara el 50% de victorias. En la pretemporada, Redd fue incluido en los Mejores quintetos de la Big Ten y All-America. Junto con el base júnior, Scoonie Penn, que llegó de Boston College, formó un gran juego exterior, de los mejores del país.
La gran campaña de Ohio State valió para que el equipo entrara de nuevo en el torneo NCAA. Allí eliminaron a Murray State, Detroit, Auburn (primer cabeza de serie de la región sur) y St. John's para clasificarse a una Final Four en la que los Buckeyes no llegaban desde 1968. En las semifinales cayeron ante Connecticut Huskies 64-58. Ohio State pasó del 8-22 del pasado año al actual 27-9, el mayor cambio de un año para otro que se dio en 25 años en la División I de la NCAA. Redd terminó la temporada con 19.5 puntos, 5.6 rebotes y 2.4 asistencias en 5 minutos menos de juego.
Sin embargo, 5 años después, le fueron retirados a Ohio State todos los premios de aquella temporada por sanción, ya que el entrenador Jim O’Brien admitió el pago de 6.000 dólares al jugador de Serbia Aleksandar Radojevic para su ingreso en la universidad en 1999. Finalmente, el jugador nunca llegaría a ponerse la camiseta de los Buckeyes.
En su temporada júnior, Michael fue nombrado capitán junto con Penn. El escolta promedió 17.3 puntos, 6.5 rebotes y 2.1 asistencias. Redd fue incluido en el Primer quinteto de la Big 10.
Ohio State llegó como tercer cabeza de serie en la región sur, tras 23 triunfos. Junto a Michigan State Spartans acabaron campeones de la Big Ten. Pero, sorprendentemente, cayeron ante la Universidad de Miami en 2.ª ronda.
Redd comenzó a estudiar la posibilidad de presentarse al draft. Sus opciones apuntaban a 1.ª ronda, probablemente al Top 20. Su velocidad y su tamaño podían valer para jugar de escolta en la NBA, pero Redd no era visto como un tirador consistente. Confió en poder mostrar que podía mejorar su juego en el perímetro para conseguir un buen puesto en el draft. Los scouts de la NBA no estaban muy de acuerdo en que Redd se presentara ya al draft, pero el jugador finalmente lo hizo.

### NBA
Llegado el draft de 2000, la 1.ª ronda acabó sin que el nombre de Redd saliera. Michael estaba confuso y angustiado. La calma llegó cuando Milwaukee Bucks lo eligió con el puesto 43 de 2.ª ronda. Tarde, pero lo eligieron, al fin y al cabo. En principio, los Bucks tenían idea de escoger a Lavor Postell, de St. John's, pero New York Knicks se adelantó eligiéndole en el puesto 39.

#### Un inicio lesionado (2000-2001)
La decepción de Redd se extendió durante toda la temporada rookie. Se perdió 66 partidos por una lesión de rodilla y sólo pudo disputar 13 encuentros en los que promedió 2.2 puntos. Lo único positivo fue la amabilidad y el apoyo que recibió de Ray Allen y Ervin Johnson, que ayudaron a Redd a superar un primer año complicado por culpa de las lesiones.
Los Bucks tampoco echaron de menos a Redd. El "Big Three" compuesto por Allen, Glenn Robinson y Sam Cassell llevó al equipo al título de la División Central, con 52 victorias. En playoffs, Philadelphia 76ers apartó a los Bucks de las Finales de la NBA. Fue el mejor final de la franquicia en 25 años.

#### El sexto hombre de Milwaukee (2001-2003)
En la temporada 2001-02, Redd adquirió un rol de sexto hombre. La marcha de Lindsey Hunter en el verano dio la oportunidad de que Redd hiciera su papel. Y no defraudó, incluso fue titular en partidos en los que Ray Allen estuvo lesionado. Promedió 11.4 puntos (con un 44.4% en triples), 3.3 rebotes y 1.4 asistencias. Uno de los partidos clave en aquel año fue ante Indiana Pacers en diciembre, donde anotó 21 puntos en 18 minutos. Después, firmó 16 puntos en su primer encuentro como titular ante los Rockets. El entrenador, George Karl, y sus compañeros, confiaron en él, y se convirtió en uno de los jugadores importantes del equipo. Sus grandes porcentajes de tiro fueron una de las razones por la que el equipo le buscaba cuando estaba con la mano caliente. El 20 de febrero de 2002 estableció un nuevo récord en la NBA, el de triples en un cuarto, con 8 en el último periodo ante Houston Rockets. En total anotó 9 triples, superando el récord en Milwaukee que ostentaban Allen y Tim Thomas. Aquella noche Redd anotó 26 puntos en el último cuarto para un total de 29, récord personal por entonces.

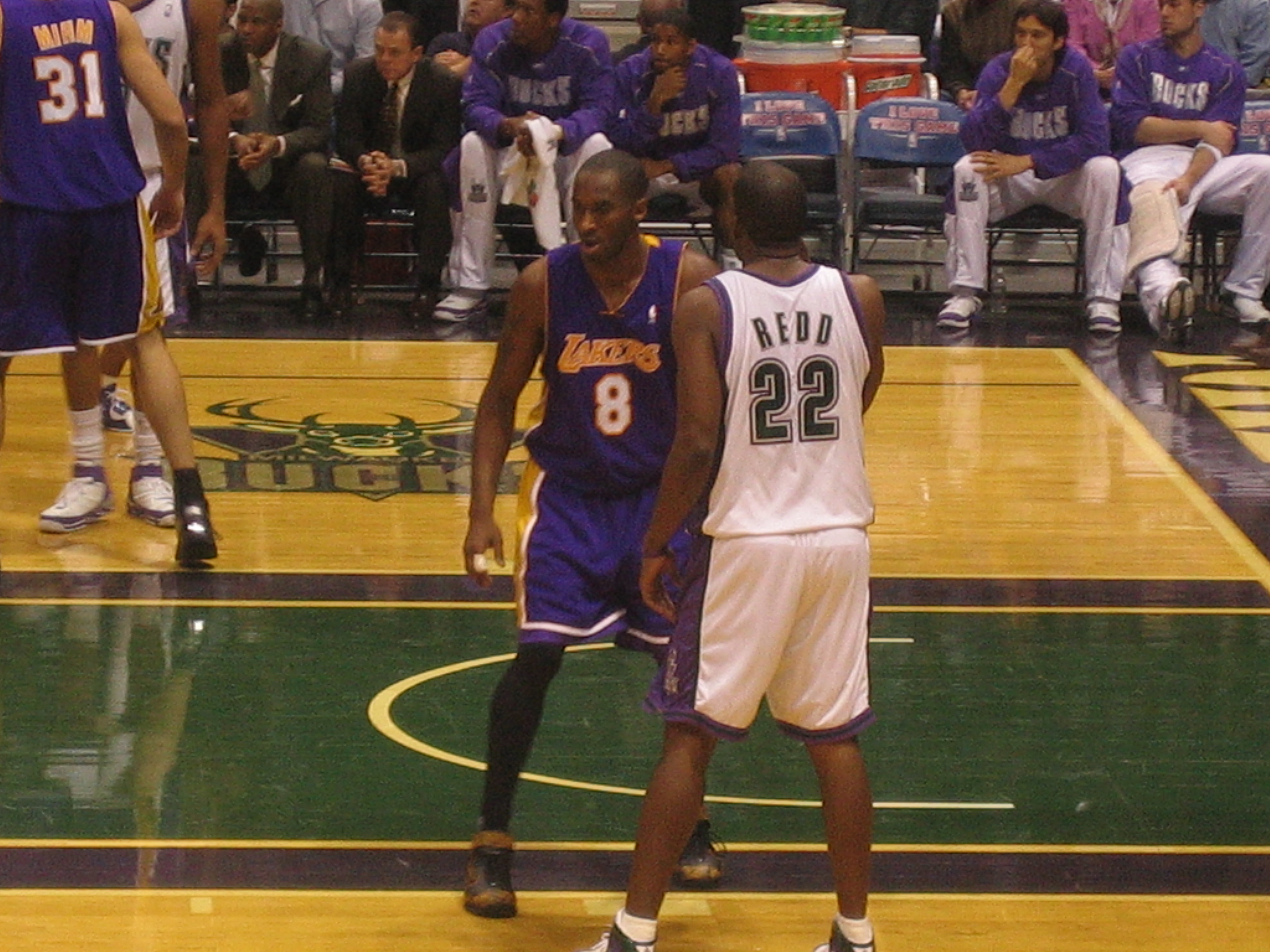
Redd, defendido por Kobe Bryant.

Milwaukee, sin embargo, no alcanzó a clasificarse para playoffs tras acabar 41-41.
Durante el verano, los Bucks igualaron los 12 millones en 4 años que Dallas Mavericks ofreció por Redd, que era agente libre restringido. En la temporada 2002-03, Glenn Robinson se marchó a Atlanta Hawks y Redd se consolidó como uno de los mejores jugadores saliendo desde el banquillo. En 82 partidos jugó 14 de titular, y en 28.4 minutos de media promedió 15.4 puntos (43.8% en triples, segundo en la NBA), 4.5 rebotes, 1.4 asistencias y 1.2 robos.
Milwaukee se clasificó para los playoffs tras acabar con un balance de 42-40. Pero en 1.ª ronda fueron superados por New Jersey Nets.

#### Jugador franquicia (2003-2009)
Después de esta temporada, los Bucks se deshicieron de Ray Allen, Sam Cassell y Gary Payton y reconstruyeron en torno a Redd y Desmond Mason, que llegó de Seattle SuperSonics en el traspaso de Allen. Ambos jugaban en la misma posición, pero Mason jugó de alero. Milwaukee también añadió a T.J. Ford vía draft y Terry Porter sustituyó a George Karl en el banquillo de los Bucks.
En aquella temporada 2003-04, Redd se consolidó en la NBA. Lideró a los Bucks con promedios de 21.7 puntos, 5 rebotes y 2.3 asistencias para clasificar a Milwaukee a playoffs. Cayeron en 1.ª ronda ante Detroit Pistons por 4-1. Fue nombrado Jugador del Mes de enero en la Conferencia Este tras promediar 22.4 puntos, 4.2 rebotes y 1.9 asistencias y llevar a los Bucks a un balance de 11-5. Anotó 40 puntos (récord personal en puntos) frente a Orlando Magic y New Orleans Hornets.
Fue elegido para participar, por primera vez, en el All-Star y fue incluido en el Tercer quinteto de la NBA. En el All-Star anotó 13 puntos en 15 minutos.

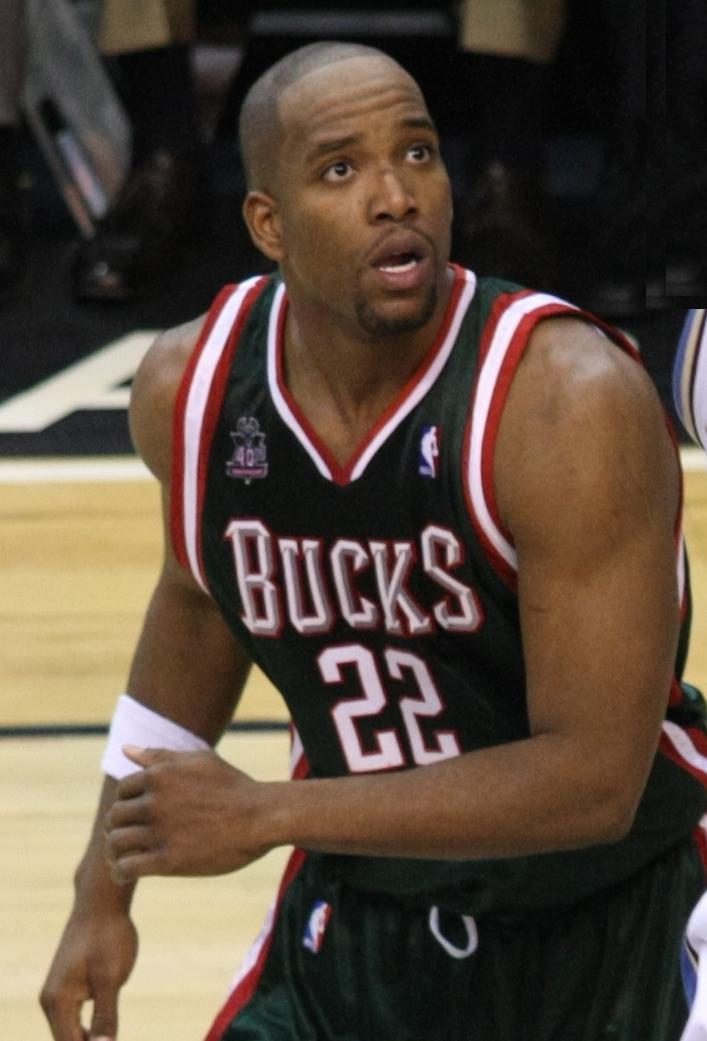
Redd, jugador franquicia en el último lustro con los Bucks.

En la temporada 2004-05, Milwaukee en vez de progresar, cayó en picado tras finalizar con un récord de 30-52. Redd sí que mejoró sus prestaciones con 23 puntos, 4.2 rebotes y 2.3 asistencias de media, en el que era su último año de contrato. Durante el verano de 2005, el principal interesado en Redd fueron los Cavaliers, que ofrecieron un contrato de 72 millones durante 5 años. No llegó a ser el escudero de LeBron James porque los Bucks ofrecieron un contrato de 90 millones en 6 años y Redd se mantuvo en el equipo.
En la temporada 2005-06 el equipo se reforzó con el número 1 del draft, Andrew Bogut, Jamaal Magloire y Bobby Simmons. Además, recuperaron a T.J. Ford. Los Bucks también cambiaron de entrenador, Terry Stotts, antiguo asistente del equipo, cogió las riendas del banquillo. Redd hizo su parte, mejorando sus promedios con 25.4 puntos, 4.3 rebotes y 2.9 asistencias. Milwaukee acabó con un balance de 40-42, que le valió para entrar en playoffs. Cayeron en 1.ª ronda ante Detroit Pistons por 4-1, idéntico resultado al que se dio dos años antes. En el tercer partido de aquella serie, Redd anotó 43 puntos.
Para la temporada 2006-07 los Bucks volvieron a rejuvenecerse. El equipo había logrado hacerse con Charlie Villanueva, del traspaso de T.J. Ford, y Maurice Williams se convirtió en la otra baza anotadora de Milwaukee. La media del quinteto era de 23 años.
Redd acabó la temporada con promedios de 26.7 puntos, 3.7 rebotes y 2.3 asistencias en 53 partidos. Cuajó su mejor partido el 11 de noviembre de 2006 ante Utah Jazz con 57 puntos, anotando 42 puntos en la segunda parte. De esta manera, superaba el récord de 55 puntos que ostentaba Kareem Abdul-Jabbar desde 1971. Redd firmó otro encuentro memorable con 52 puntos frente a Chicago Bulls.
En una temporada plagada de lesiones donde Simmons se la perdió entera y Redd, Bogut y Villanueva se perdieron gran cantidad de partidos, Milwaukee acabó con un récord de 28-54. Cuando restaba poco para terminar la campaña, Stotts fue sustituido por Larry Krystkowiak. En la temporada 2007-08, Redd firmó 22.7 puntos, 4.3 rebotes y 3.4 asistencias (mejor marca personal), pero Milwaukee volvió a quedar muy lejos de playoffs.
En la temporada 2008-09, los Bucks perdieron a Redd para el resto de temporada debido a una lesión en los ligamentos de la rodilla izquierda. Michael se lesionó el 24 de enero de 2008 frente a Sacramento Kings. Redd declaró después del partido: "Estoy profundamente descontento pero todo en la vida pasa por una razón y estos son ahora los planes de Dios conmigo". A principios de esta campaña, Redd se había perdido también 14 partidos debido a otra lesión de rodilla.
Frente a los Kings, firmó su mejor partido de la temporada con 44 puntos.
Redd promedió en los 33 partidos que disputó 21.2 puntos, 3.2 rebotes, 2.7 asistencias.

#### Lastrado por las lesiones (2009-2011)
Redd, tras tres años de martirio con la rodilla y con 32 años, tiene el prestigio de haber ganado un Oro en los Juegos Olímpicos de Pekín 2008 y haber sido All-Star en Los Ángeles 2004.
El calvario de ‘Silky’, como le llaman sus amigos, empezó el 24 de enero de 2009, cuando en un partido contra Sacramento Kings el escolta caía al suelo de dolor. Se había roto los ligamentos cruzados de la rodilla izquierda.
Ya recuperado de la lesión e iniciada la temporada 2009-2010, se resentía del tendón rotuliano de su pierna izquierda y por precaución estuvo sin jugar unos días entre los meses de noviembre y diciembre. Trece partidos después volvía a romperse los ligamentos de la rodilla izquierda frente a Los Angeles Lakers.

#### Phoenix Suns (2011)
El 29 de diciembre de 2011 tras encontrarse sin equipo firma por una temporada con los Phoenix Suns de la NBA por el mínimo de veterano.

### Retirada
El 6 de noviembre de 2013, anuncia su retirada de la NBA.

## Selección de nacional

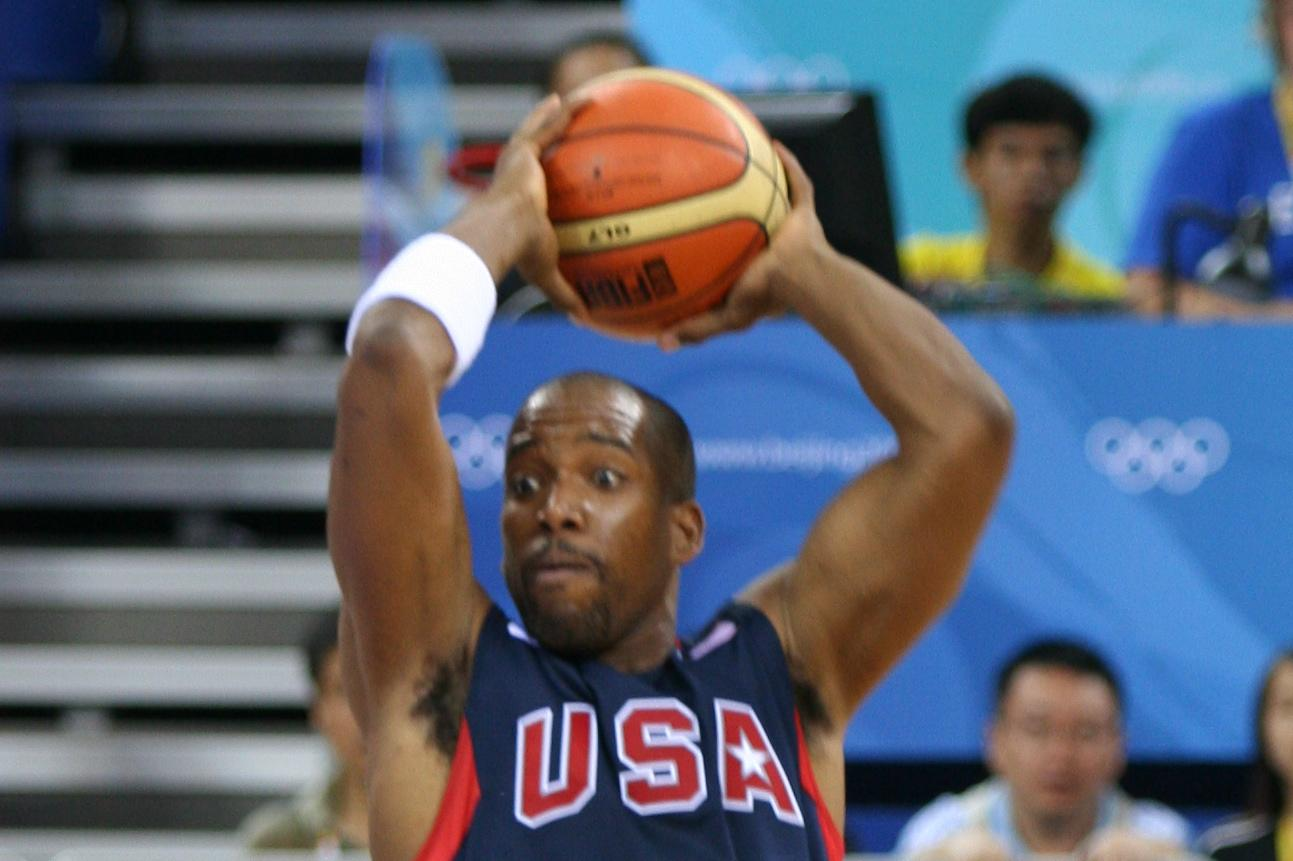
Michael Redd con Team USA en 2008.

Redd fue uno de los jugadores habituales en las convocatorias de la selección de baloncesto de Estados Unidos entre 2006 y 2008. Participó en el Torneo de las Américas de Las Vegas 2007, clasificatorio para los Juegos Olímpicos de Pekín 2008. Promedió 15 puntos en aquel torneo. Durante su encuentro ante Puerto Rico, Redd firmó el récord de triples en un encuentro clasificatorio, además del récord de más triples en un torneo con 28, superando a Penny Hardaway (22).
Redd fue convocado en la selección que se llevó el oro olímpico en los Juegos Olímpicos de Pekín 2008, y donde promedió 3,1 puntos en 9,1 minutos por partido.

## Estadísticas de su carrera en la NBA

### Temporada regular
| Año      | Equipo    | PJ  | PT  | MPP  | %TC  | %3P  | %TL   | RPP | APP | ROB | TPP | PPP  |
| -------- | --------- | --- | --- | ---- | ---- | ---- | ----- | --- | --- | --- | --- | ---- |
| 2000-01  | Milwaukee | 6   | 0   | 5.8  | .263 | .000 | .500  | .7  | .2  | .2  | .0  | 2.2  |
| 2001-02  | Milwaukee | 67  | 8   | 21.1 | .483 | .444 | .791  | 3.3 | 1.4 | .6  | .1  | 11.4 |
| 2002-03  | Milwaukee | 82  | 14  | 28.2 | .469 | .438 | .805  | 4.5 | 1.4 | 1.2 | .2  | 15.1 |
| 2003-04  | Milwaukee | 82  | 82  | 36.8 | .440 | .350 | .868  | 5.0 | 2.3 | 1.0 | .1  | 21.7 |
| 2004-05  | Milwaukee | 75  | 75  | 38.0 | .441 | .355 | .854  | 4.2 | 2.3 | .8  | .1  | 23.0 |
| 2005-06  | Milwaukee | 80  | 80  | 39.1 | .450 | .395 | .877  | 4.3 | 2.9 | 1.2 | .1  | 25.4 |
| 2006-07  | Milwaukee | 53  | 53  | 38.4 | .465 | .382 | .829  | 3.7 | 2.3 | 1.2 | .2  | 26.7 |
| 2007-08  | Milwaukee | 72  | 71  | 37.5 | .442 | .362 | .820  | 4.3 | 3.4 | .9  | .2  | 22.7 |
| 2008-09  | Milwaukee | 33  | 32  | 36.5 | .455 | .366 | .814  | 3.2 | 2.7 | 1.1 | .1  | 21.2 |
| 2009-10  | Milwaukee | 18  | 12  | 27.3 | .352 | .300 | .712  | 3.0 | 2.2 | 1.1 | .1  | 11.9 |
| 2010-11  | Milwaukee | 10  | 0   | 13.4 | .400 | .235 | 1.000 | .8  | 1.2 | .2  | .1  | 4.4  |
| 2011-12  | Phoenix   | 51  | 2   | 15.1 | .400 | .318 | .793  | 1.5 | .6  | .2  | .0  | 8.2  |
| Total    | Total     | 629 | 429 | 32.0 | .447 | .380 | .838  | 3.8 | 2.1 | .9  | .1  | 19.0 |
| All-Star | All-Star  | 1   | 0   | 15.0 | .417 | .500 | .000  | 3.0 | 2.0 | 3.0 | .0  | 13.0 |

### Playoffs
| Año   | Equipo    | PJ | PT | MPP  | %TC  | %3P  | %TL  | RPP | APP | ROB | TPP | PPP  |
| ----- | --------- | -- | -- | ---- | ---- | ---- | ---- | --- | --- | --- | --- | ---- |
| 2003  | Milwaukee | 6  | 0  | 21.3 | .404 | .250 | .929 | 3.5 | 1.8 | .3  | .2  | 9.7  |
| 2004  | Milwaukee | 5  | 5  | 38.4 | .410 | .300 | .762 | 5.0 | 2.6 | .0  | .0  | 18.0 |
| 2006  | Milwaukee | 5  | 5  | 37.0 | .524 | .467 | .891 | 5.4 | 1.6 | .8  | .0  | 27.2 |
| Total | Total     | 16 | 10 | 31.6 | .452 | .340 | .864 | 4.6 | 2.0 | .4  | .1  | 17.8 |